# Далеко је Сунце (филм)
Далеко је Сунце је југословенски партизански филм снимљен 1953. године у режији Радоша Новаковића. Сценарио филма написао је Јосип Кулунџић по истоименом роману Добрице Ћосића.

## Радња
Један партизански одред налази се на планини Јастребац и води по јакој зими тешке борбе против Немаца. Услед јаке зиме политички комесар Павле одлучује да треба да се напусти Јастребац, са том његовом одлуком се не слаже командант одреда Уча и његов заменик сељак и храбар борац Гвозден и већина одреда, па Павле остаје у мањини. Наредне ноћи после немачког гоњења одреда, одлучују да се у заседи супротставе Немцима и побеђују ту борбу. Али Немци се свете локалном становништву, које креће у бег и сусреће се са одредом и народ почиње да критикује партизане. Тим критикама а после и изненадним нападом Немаца артиљеријом на народ Гвозден губи самопоуздање и осећа страх и жели под страхом да распусти одред, што изазива љутњу код Павла и Уче. У следећој сцени Павле пред целим одредом оптужује и осуђује Гвоздена због кукавичлука на смрт, Уча ћути и види да губи ауторитет. Жарки као нови заменик команданта добија задатак да ликвидира Гвоздена што он и чини. После тога Павлово мишљење за напуштањем Јастрепца добија превагу и одлучују да се поделе на две групе, једну групу би преко Мораве водио Павле, а другу би водио Уча који би напустио Јастребац са друге стране. Павлова група успева да се пробије са Јастрепца, док Учина услед јаких удара Немаца, Уча одлучује да остане на Јастрепцу ѕа шта се залагао и на почетку, што се показује као погубно решење. Жарки испитује заробљене четнике о злочинима, које су починили и грубље се понаша према заробљеницима, на шта га Павле упозорава, али Жарки који је командант тог одреда му каже да су му ти четници њему Павлу убили породицу и подсећа га на Гвозденову смрт. Павле у себи има унутрашњу борбу о исправности одлуке према Гвоздену, и могућим реперкусијама окружног комитета. Немци нападају Павлов одред који се у међувремену бројчано повећао, и Павле одлучује да се врате на Јастребац. За то време Учин одред је изгладнео и лута по завејаном Јастрепцу и потпуно је десеткован има мање од десет људи, некако се домогну до једне куће где их збрињава и храни Гвозденова сестра, којој саопштавају да је погинуо али не кажу како. Ту их нападају Немци и у борби гине Уча и још неколико партизана, сцена се завршава како преосталих четири партизана сахрањују Учу. Финална сцена филма је да Павлов одред стиже на Јастребац и сусреће се са остацима Учиног одреда, и Вуксан саопштава Павлу да ће окружни комитет расправљати Павлову одлуку о Гвоздену.

## Занимљивости
Своју прву улогу у овом филму одиграо је Марко Тодоровић.

## Улоге
| Глумац             | Улога    |
| ------------------ | -------- |
| Бранко Плеша       | Павле    |
| Раде Марковић      | Уча      |
| Драгомир Фелба     | Гвозден  |
| Олга Брајевић      | Бојана   |
| Рахела Ферари      | Нана     |
| Растислав Јовић    | Вуксан   |
| Урош Крављача      | Партизан |
| Јозо Лауренчић     | Јефта    |
| Слободан Станковић | Малиша   |
| Марко Тодоровић    | Жарки    |
| Јанез Врховец      | Никола   |

Комплетна филмска екипа  ▼
| Редитељ                   | Радош Новаковић       |                                           |
| Сценариста                | Добрица Ћосић         | (новела)                                  |
| Сценариста                | Јосип Кулунџић        | (адаптација)                              |
| Композитор                | Крешимир Барановић    |                                           |
| Директор фотографије      | Ненад Јовичић         | директор фотографије                      |
| Mонтажер                  | Нева Паскуловић Хабић |                                           |
| Сценограф                 | Властимир Гаврик      |                                           |
| Декоратер сцене           | Абдула Фетовски       |                                           |
| Одсек за шминку           | Зорица Рандић         | шминкерка (као Зорица Јаковљевић)         |
| Менаџер продукције        | Душко Ерцеговић       | вођа снимања                              |
| Менаџер продукције        | Младен Тодић          | директор филма                            |
| Помоћник режије           | Иван Драшкоци         | помоћник редитеља                         |
| Помоћник режије           | Здравко Рандић        | помоћник редитеља                         |
| Уметнички одсек           | Свето Костадинов      | сценски реквизитер (као Света Костадинов) |
| Одсек за звук             | Драган Гроздановић    | асистент тонског сниматеља                |
| Одсек за звук             | Радмило Вуловић       | тон мајстор (као Раша Вуловић)            |
| Одсек за звук             | Иван Закић            | асистент тонског сниматеља                |
| Специјални ефекти         | Душан Живковић        | пиротехничар                              |
| Одсек за камеру и расвету | Ђорђе Јовчић          | вођа расвете                              |
| Одсек за камеру и расвету | Коста Михајловић      | пратилац камере                           |
| Одсек за камеру и расвету | Часлав Пантелинац     | пратилац камере                           |
| Одсек за костим           | Родољуб Спасић        | гардеробер                                |
| Музички одсек             | Мирослав Чангаловић   | соло опера певач                          |
| Музички одсек             | Оскар Данон           | диригент                                  |
| Музички одсек             | Нада Недељковић       | музички уредник (као Нада Пантић)         |
| Остала екипа              | Добрила Солдатовић    | секретар режије                           |